# 霍普金頓 (紐約州)
霍普金頓（英語：Hopkinton）是一個位於美國紐約州聖羅倫斯縣的鎮。

## 人口
根據2020年美國人口普查的數據，霍普金頓的面積為484.44平方千米，當中陸地面積為480.03平方千米，而水域面積為4.41平方千米。當地共有人口1105人，而人口密度為每平方千米2人。